# Claus Pinkerneil
Claus Pinkerneil (* 13. Januar 1968 in Erding) ist ein deutscher Rechtsanwalt und Schauspieler.

## Werdegang
Nach seinem Abitur in Garching bei München studierte Pinkerneil Rechtswissenschaften in Regensburg. Nach seinen zwei bestandenen Staatsexamen, eröffnete der Jurist 1997 in München seine eigene Kanzlei.
2009 folgte zudem ein Büro in Berlin. Claus Pinkerneil ist Fachanwalt im Bereich Strafrecht.

## Filmografie
- 2012–2013: Familien-Fälle
- 2013–2015: Anwälte im Einsatz
- Punkt 12: Kurzinterviews (RTL)